# Eosiren
Eosiren és un gènere extint de mamífers sirenis de la família dels dugòngids que visqueren al mar de Tetis entre l'Eocè mitjà i l'Oligocè superior. Se n'han trobat restes fòssils a Egipte, l'Índia i el Sàhara Occidental. Malgrat que era un sireni primitiu, ja no tenia extremitats posteriors externes, tot i que continuava presentant una pelvis ben desenvolupada. Exhibia ullals menuts a la premaxil·la. La columna vertebral no era gaire diferent de la de l'haliteri. L'holotip d'Eosiren era un crani de 290 mm de llargada.